# Wachankette
Die Wachankette (Dari: سلسله کوه واخان, Selsela-je Koh-e Wachan; tadschikisch қаторкӯҳи Вахон; russisch Ваханский хребет) ist ein Gebirgszug im Süden des Pamirgebirges in der afghanischen Provinz Badachschan sowie in der tadschikischen autonomen Provinz Berg-Badachschan.
Der Gebirgszug erstreckt sich über eine Länge von 160 km in Ost-West-Richtung. Er bildet die Wasserscheide zwischen den Flusssystemen von Pamir und Istyk im Norden sowie Wachandarja und Oksu im Süden. Die durchschnittliche Höhe beträgt 5000 m. Höchster Gipfel ist der 6320 m hohe Koh-e Pamir. Die Gletscherfläche des Gebirgszugs beträgt 94,1 km². Am Fuße der Wachankette befinden sich der Zorkulsee im Norden sowie der Moränenstausee Shaqmaqtin im Süden. Der Westteil der Wachankette befindet sich vollständig auf afghanischem Gebiet innerhalb des Wachankorridors. Der Gebirgsgrat des Ostteils bildet die Grenze zwischen Afghanistan im Süden und Tadschikistan im Norden.  